# Klobouček
Klobouček je přírodní rezervace na východním úbočí stejnojmenného návrší s nadmořskou výškou 705 metrů v Brdské vrchovině. Nachází se v katastrálním území Obecnice v Brdech jihozápadně od Obecnice v okrese Příbram.

## Historie
Chráněné území bylo Agenturou ochrany přírody a krajiny vyhlášeno 29. prosince 2022 v kategorii přírodní rezervace.

## Přírodní poměry
Východní svah vrchu vyplňuje soustava příkrých slepencových skalních stěn o přibližné výšce patnáct metrů. Lesy v okolí tvoří zejména druhová směs buku, jedle, javoru klene a smrku. Vrchol se nachází na katastrálním území Obecnice v Brdech, které je od 1. ledna 2016 součástí obce Obecnice. Skalní útvar, který se nazývá Skalní stěna vznikl mrazovým zvětráváním a následným odnosem. Geomorfologickou terminologií je označován jako mrazový srub.
Území zahrnuje bučinu a suťový les, kde rostou i staré mohutné lípy, kleny, jasany a jilmy. Výskyt vzácných hub je umožněn i existencí dostatečného množství mrtvého dřeva, které zde bylo a je záměrně ponecháváno. V lokalitě se nachází více než dvě stě starých, mnohdy rozpadajících se stromů, které hostí rozmanité druhy rostlin, živočichů a hub. Nedílnou součástí nové přírodní rezervace Klobouček je i smilkový trávník na malé loučce, kde je stanoviště několika druhů vzácných hub. Ty jsou totiž typické svým výskytem na chudých podhorských trávnících.

## Přístup
Na vrchol Kloboučku vede zeleně značená turistická trasy z Obecnice. Podél zeleně značené trasy vede také Lesnická naučná stezka Klobouček.

## Fotogalerie

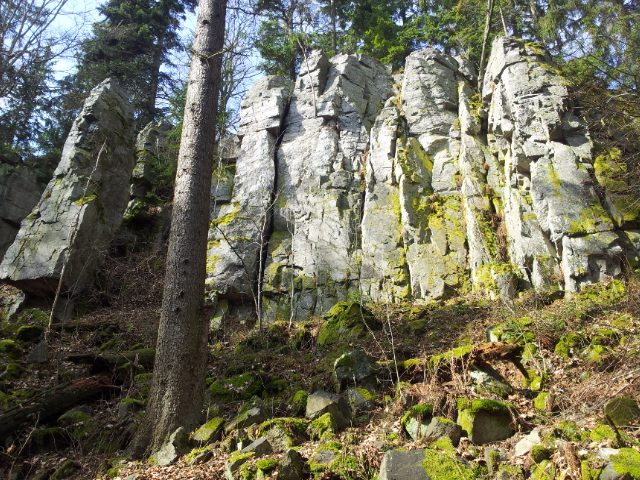
Skalní stěna
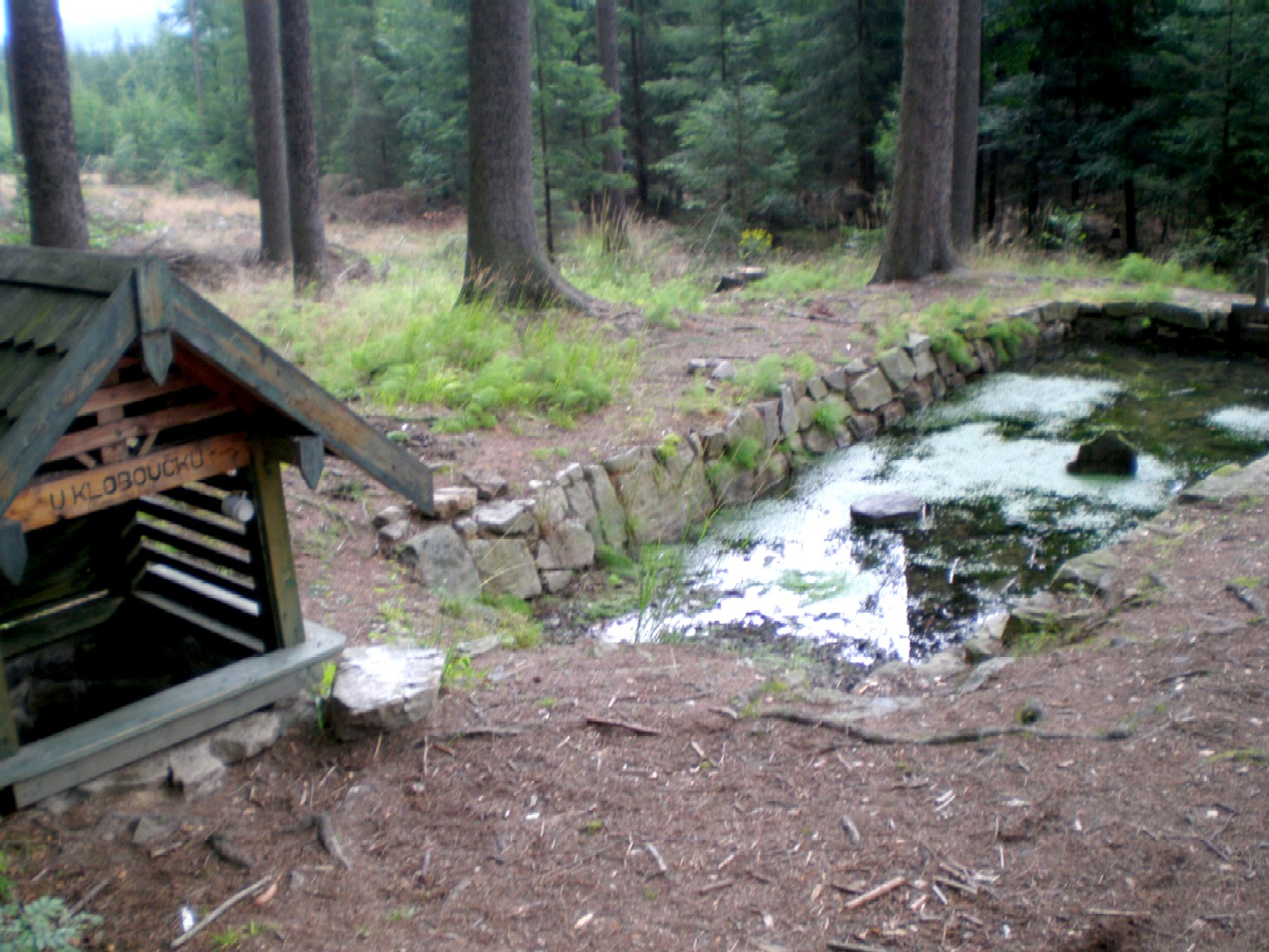
Studánka